# 太田強戸パーキングエリア
太田強戸パーキングエリア（おおたごうどパーキングエリア）は、群馬県太田市にある北関東自動車道のパーキングエリアである。太田強戸スマートインターチェンジを併設する。
北関東自動車道では最大規模のパーキングエリアであり、設備はサービスエリア（SA）並みである。

## 道路
- E50 北関東自動車道（4-1番）

## 歴史
- 2018年（平成30年）
  - 6月28日 : 当PAの名称が「太田PA（仮称）」から「太田強戸PA」に、当PAに併設のスマートICの名称が「太田スマートIC（仮称）」から「太田強戸スマートIC」にそれぞれ正式決定[4]。
  - 7月28日 : 供用開始[4]。

### 設置決定までの経緯
当PAおよびスマートICは、当初は北関東自動車道開通と同時に供用される予定だったが、PAは建設費圧縮のために2003年に計画が凍結され、スマートICも2009年に計画が凍結された。NEXCO東日本は北関東自動車道の交通量および波志江PA・佐野PA（仮称・現在の出流原PA）の混雑状況をみて設置の可否を判断するとしていた。その後、北関東道の交通量が予想を大きく上回り、NEXCO東日本が周辺パーキングエリアの混雑状況の調査を開始したことから群馬県と太田市が建設再開を要望。2013年にはスマートICの連結許可が決定し、同時にPAも整備されることになった。なお、開業時点で一般道から流入可能なエントランス等の設備の建設も検討されていた。その後ウォークインゲートが整備され、2018年12月26日には太田市が整備した一般道駐車場の利用が開始された。

## 施設

### 上下線集約
- トイレ[4]
  - 男性 大10（和式1・洋式9）、小18
  - 女性 46（和式4・洋式42）
  - 同伴の男児用 1
  - 車いすトイレ 2
- 商業施設
  - フードコート（7:00 - 21:00）[4]
  - ショッピングコーナー（7:00 - 21:00）[4]
  - テイクアウトコーナー『ヨリミチカフェ』（10:00 - 18:00）[4]
- 自動販売機

### 西行き（高崎方面）
- 駐車場[4]
  - 大型車 44台
  - 小型車 64台
  - バス 5台
  - トレーラー 2台
  - 身障者用（小型車） 2台
- ガスステーション（24時間）[4]
  - ENEOS（エネクスフリート）[4]

### 東行き（岩舟方面）
- 駐車場[4]
  - 大型車 44台
  - 小型車 64台
  - バス 5台
  - トレーラー 2台
  - 身障者用（小型車） 2台
- ガスステーション（24時間）[4]
  - ENEOS（エネクスフリート）[4]

ハイウェイスタンプは共に金山城跡である。

### アクセス
- 東武桐生線治良門橋駅より徒歩約20分

### 太田強戸スマートインターチェンジ
太田強戸スマートインターチェンジ（おおたごうどスマートインターチェンジ）は、太田強戸パーキングエリアに併設のスマートICである。
利用可能車種はETC搭載の全車種で24時間運用。上下線ともに出入可となっている。ただし、上下線ともにPA利用後にスマートICでの流出は不可である。
高崎方面から太田市内方面へ向かう場合は太田桐生ICよりも当スマートICを利用した方が近い場合がある。

## 隣
E50 北関東自動車道
(4) 太田藪塚IC - (4-1) 太田強戸PA/SIC - (5) 太田桐生IC